# Novus Ordo Missae

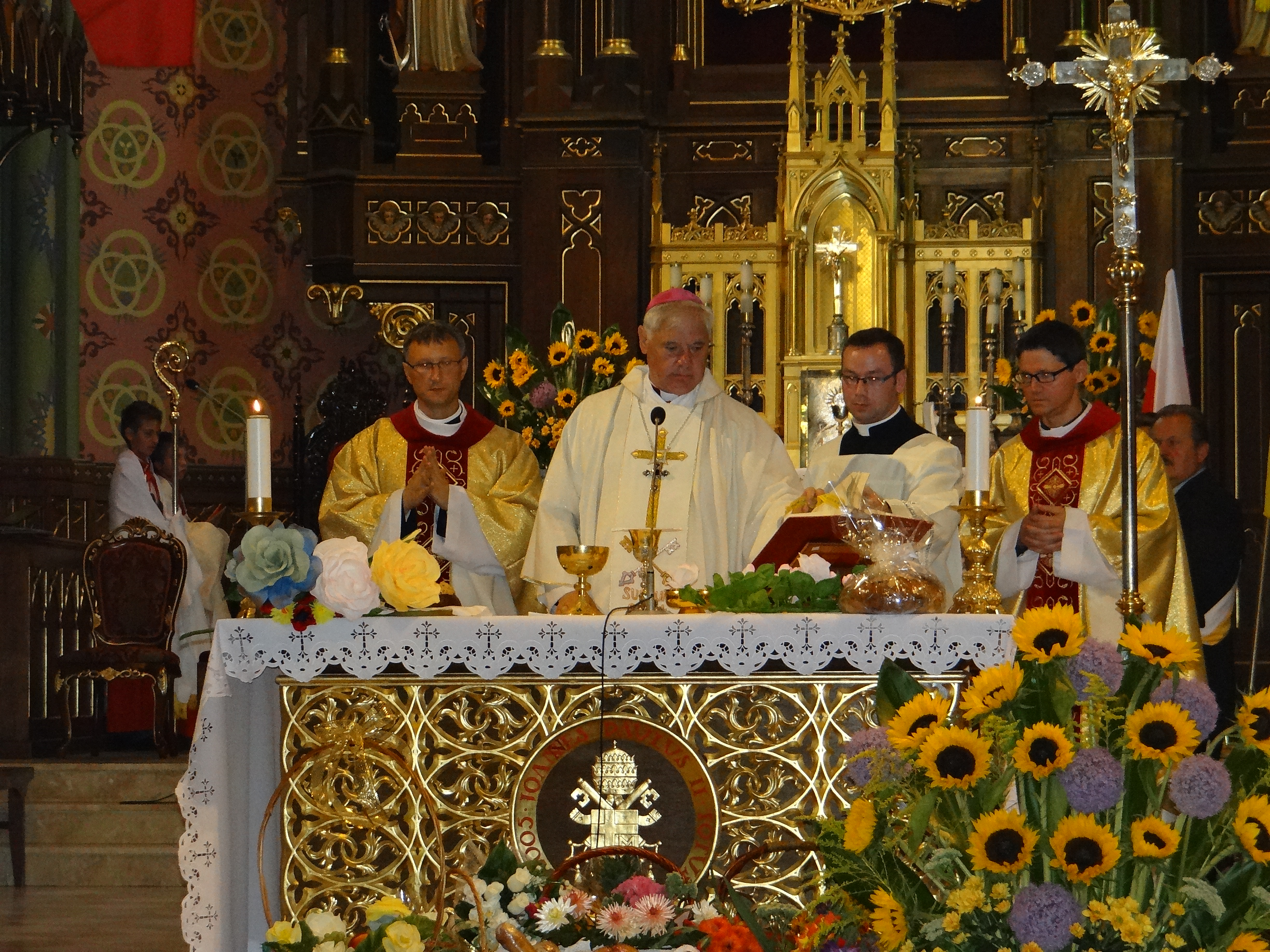
Msza sprawowana według mszału rzymskiego

Novus Ordo Missæ, nowy porządek mszy (pot. msza posoborowa, daw. zwyczajna forma rytu rzymskiego) – w Kościele katolickim porządek celebrowania mszy obrządku łacińskiego promulgowany w 1969 przez papieża Pawła VI konstytucją apostolską Missale Romanum i przyjęty za podstawowy w Kościele zachodnim. Obecnie podstawą celebracji mszy w tej formie jest Mszał Rzymski w wydaniu Benedykta XVI z 2008.

## Porządek mszy świętej

### Obrzędy wstępne
- Śpiew na wejście
- Pozdrowienie ołtarza
- Znak krzyża
- Pozdrowienie ludu
- Akt pokuty
- Kyrie eleison (Panie zmiłuj się nad nami) – jeżeli w akcie pokuty nie wykorzystano jego trzeciej (tropów kyrialnych) lub czwartej formy (aspersji, czyli pokropienia)
- Gloria (Chwała na wysokości Bogu) – w uroczystości i święta (poza wielkim postem i adwentem, wyjątek stanowią Msze o Najświętszej Maryi Pannie w adwencie, tak zwane Msze święte roratnie, a także msze w niedziele adwentu i wielkiego postu, w które przypada święto lub uroczystość)
- Kolekta

### Liturgia słowa
- Pierwsze czytanie
- Psalm responsoryjny
- Drugie czytanie – w niedziele i uroczystości
- Sekwencja – obowiązkowo w uroczystość Zmartwychwstania Pańskiego (fakultatywnie w oktawie; Niech w Święto Radosne) oraz uroczystość Zesłania Ducha Świętego (Przybądź Duchu Święty). Fakultatywnie w Uroczystość Najświętszego Ciała i Krwi Pańskiej (Chwal, Syjonie Zbawiciela). Nigdy nie recytowana – jeżeli nie jest śpiewana, należy ją pominąć
- Aklamacja z wersetem przed Ewangelią – jeżeli nie jest śpiewana, może być pominięta
- Ewangelia
- Homilia lub Kazanie – obowiązkowe w święta nakazane i uroczystości[2]
- Credo (wyznanie wiary) – w niedziele i uroczystości
- Modlitwa powszechna (modlitwa wiernych – dialogowana, zazwyczaj 5 – 6 intencji) – w mszach bez udziału ludu może być pominięta

### Liturgia eucharystyczna
- Przygotowanie darów ofiarnych
- Okadzenie darów
- Lavabo (obmycie rąk)
- Orate fratres
- Modlitwa nad darami
- Modlitwa eucharystyczna
  - Prefacja, której integralną część stanowi dialog przed prefacją
  - Sanctus (Święty)
  - Wspomnienie tajemnicy dnia – w niedziele i niektóre święta i uroczystości
  - Epikleza
  - Konsekracja
  - Aklamacja po przeistoczeniu
  - Anamneza
  - Modlitwa ofiarna
  - Epikleza komunijna
  - Modlitwy wstawiennicze za Kościół, za żyjących i zmarłych
  - Doksologia końcowa
- Obrzędy komunijne
  - Wezwania do Modlitwy Pańskiej
  - Ojcze Nasz
  - Embolizm
  - Znak pokoju
  - śpiew Agnus Dei (Baranku Boży), podczas którego odbywa się łamanie chleba i obrzęd zmieszania postaci eucharystycznych
  - Komunia święta
  - Uwielbienie po Komunii
  - Modlitwa po Komunii

### Obrzędy końcowe
- Ogłoszenia (opcjonalne)
- Błogosławieństwo
- Rozesłanie